# بني أصفر
السمك البُني سمك مياه عذبة متوطن في أنهار حوض الرافدين (دجلة والفرات ورافدهما). يفضل عمود السباحة القاعي ليبحث عن غذائه بنبش القاع بفمه القابل للامتداد.

## الوصف
- جسم هذا النوع مغزلي متطاول. الشعاع الثالث في الزعنفة الظهرية قاس ومتوسط الطول. غالباً ما تكون الزعنفة الظهرية محنية للداخل. الفم قابل للامتداد لعدة سنتيمترات والشفة السفلي عريضة.
- تتدرج ألون الجسم من البني الفاتح في القسم الظهري إلى الأصفر على الجانبين ليصبح أبيض في المنطقة البطنية.

## الغذاء
- قاعي التغذية لقدرته على مد فمه طويلاً ونبش القاع والتغذي على الكائنات الحية والمخلفات العضوية والفتات العضوي في الطبقات العليا لقاع النهر أو البحيرة.

## وصلات خارجية
- بطاقة البني الأصفر في قاعدة بيانات الأسماك العالمية